# Sân bay Baruun-Urt

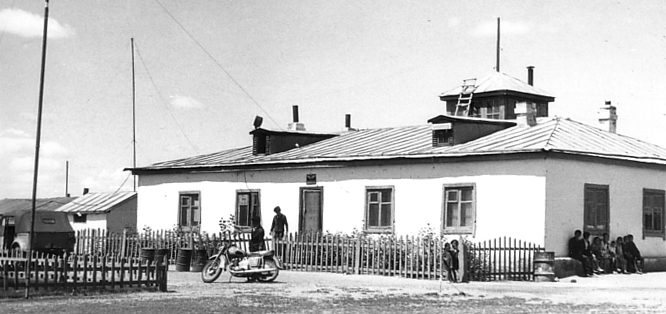
Tòa nhà sân bay năm 1972

Sân bay Baruun-Urt (IATA: UUN, ICAO: ZMBU) là một sân bay công cộng nằm tại Baruun-Urt, thủ phủ tỉnh Sükhbaatar tại Mông Cổ.